# Pneuma (estoicismo)
No filosofia estoica, pneuma (πνεῦμα) é o conceito de "sopro de vida", uma mistura dos elementos ar e fogo. Tendo origem nos autores médicos da Grécia Antiga, que localizavam o elemento de vitalidade dos seres humanos na respiração, pneuma, para os estoicos, é princípio activo e gerador que organiza quer o indivíduo e o cosmos. Na sua forma mais elevada, pneuma constituí a alma humana (psychê), que é um fragmento da pneuma que é a alma divina (Zeus). Como uma força que estrutura a matéria, ela existe também em objectos inanimados.